# ЗУ-23-2
ЗУ-23-2 „Сергеј“ је совјетски противавионски топ калибра 23 мм. Индекс ГРАУ је 2А13.

## Развој
Развијен је касних 1950-их и дизајниран је да уништава непријатељске авионе на висинама до 2,5км и лака оклопна возила на удаљеностима до 2км. Произведен је у око 150.000 примерака у  СССР-у, а произвођен је по лиценци и у Бугарској, Пољској, Египту и Кини .

## Опис
Протуавионски топови се монтирају на постоље на два точка, на којем се превозе теренским возилима или камионима. У борбеном положају точкови су подигнути у страну. Процес припреме топа за паљбу траје 20 секунди, али може да пуца и у вожњи. Гађање врши војник оптичко-механичким нишаном. Ту је и нишан Т-3 за копнене циљеве као што су људство, неоклопна или лако оклопна возила. Муниција је смештена у два бочна магацина, сваки капацитета 50 граната. Барутни гасови се испуштају из бочних отвора на врху цеви.
При испаљивању 100 граната цеви се прегревају, па их треба заменити резервним; сваки борбени комплет има две. Капацитет бурета је 8.000 зрна, након чега се шири. Постоје модерније верзије са капацитетом издржљивости од 10.000 зрна.
ЗУ-23-2 стоји на постољу ЗПУ-2 . Може се вући камионима и теренским возилима. Може се поставити и у товарни простор камиона или теренских возила.

## Употреба
У совјетској војсци је пуштен у употребу 1960. године. Постоје верзије монтиране на оклопне транспортере МТ-ЛБ и  БТР-Д . Због своје једноставности, ниске цене и лаког одржавања, данас га користе многе војске широм света.

## Тактичко-техничке карактеристике
- Дужина: 4,57 м
- Ширина: 2,88 м
- Висина: 1,2 mm
- Тежина: 0,95 т
- Наоружање: два топа 2А14 калибра 23×152мм
- Дужина цеви: 2 м
- Брзина зрна: 970 м/с
- Брзина паљбе: 2.000 метака/мин
- Ефективни опсег: 2-2,5км
- Посада: 6 војника